# Guarda (Riva del Po)
Guarda, citata anche come Guarda Ferrarese per distinguerla dalla prospiciente Guarda Veneta sulla sponda opposta del fiume Po, è una frazione del comune italiano di Riva del Po della provincia di Ferrara, in Emilia-Romagna. 

## Geografia fisica

### Territorio
Guarda, frazione di Riva del Po, si trova vicina all'argine destro del fiume Po e per secoli il suo territorio è stato soggetto a devastanti inondazioni. I terreni sono pianeggianti ed adatti alla pratica dell'agricoltura.

## Storia

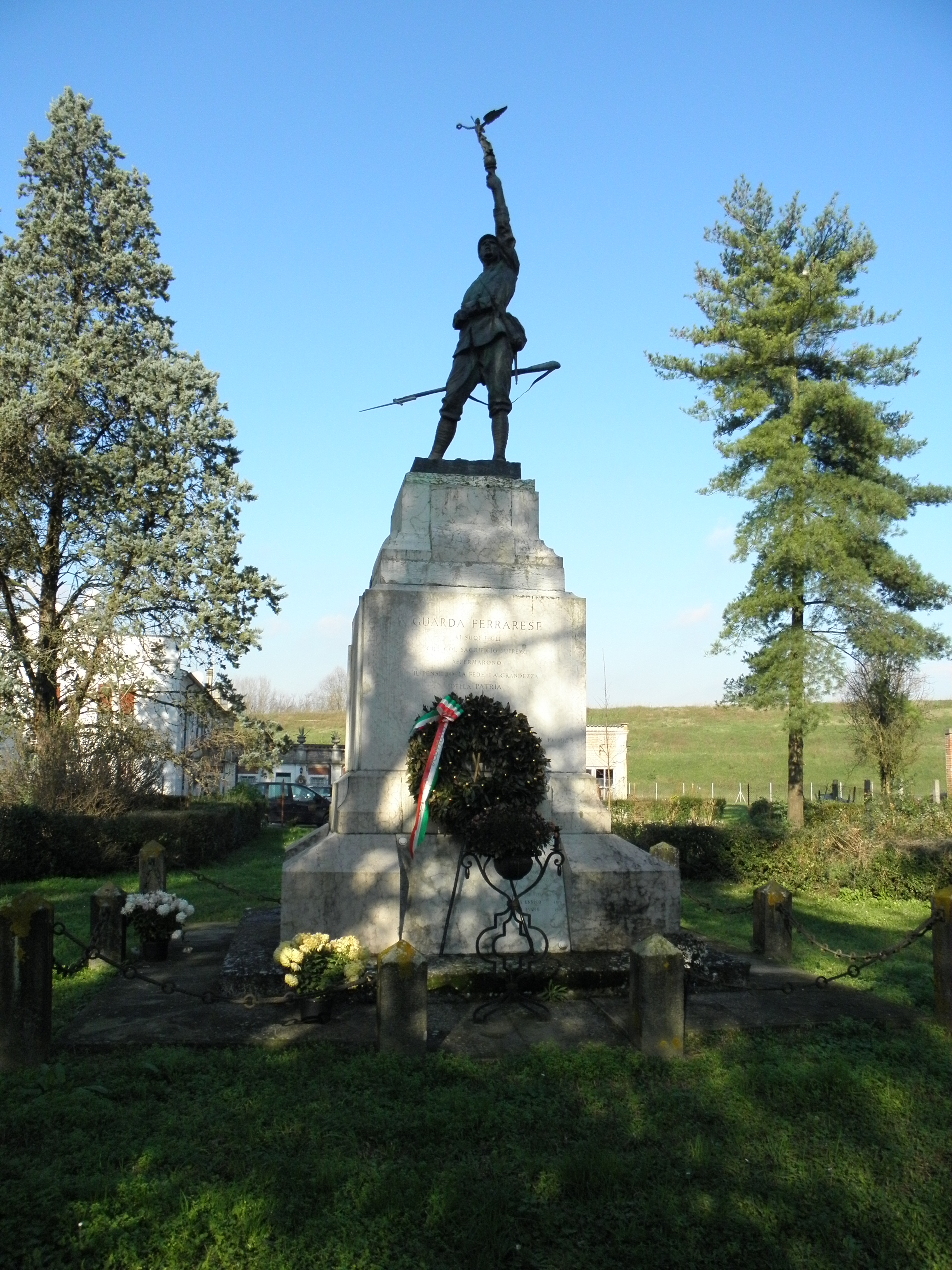
Monumento ai caduti e sullo sfondo l'argine del Po

Si dall'epoca romana, e poi con  longobardi e bizantini, il territorio di Guarda ha avuto un ruolo primario nella difesa dell'esarcato di Ravenna. Con la rotta di Ficarolo del 1152, che mutò il primario assetto idrografico, il corso principale del fiume Po si portò nel territorio di Guarda, che divenne un punto strategico nel controllo dei traffici commerciali.
Il nome Guarda deriverebbe dalle due torri di guardia che in passato erano collocate sulle rive opposte del fiume Po, con funzione di dogana, durante il periodo degli Este.
Il controllo del commercio del sale proveniente dell'Adriatico, divenne ben presto l'elemento economico prevalente sul quale la Repubblica di Venezia e lo Stato Estense iniziarono a confrontarsi fino a sfociare, nel 1482, in un aperto conflitto che fu denominato "guerra del sale".
Il centro storico di Guarda Ferrarese ha origini antiche, e dopo la devoluzione di Ferrara, quando il governo provinciale passò alla Santa Sede, per un certo periodo svolse un ruolo preminente come zona di confine verso nord.

## Monumenti e luoghi d'interesse

### Architetture religiose

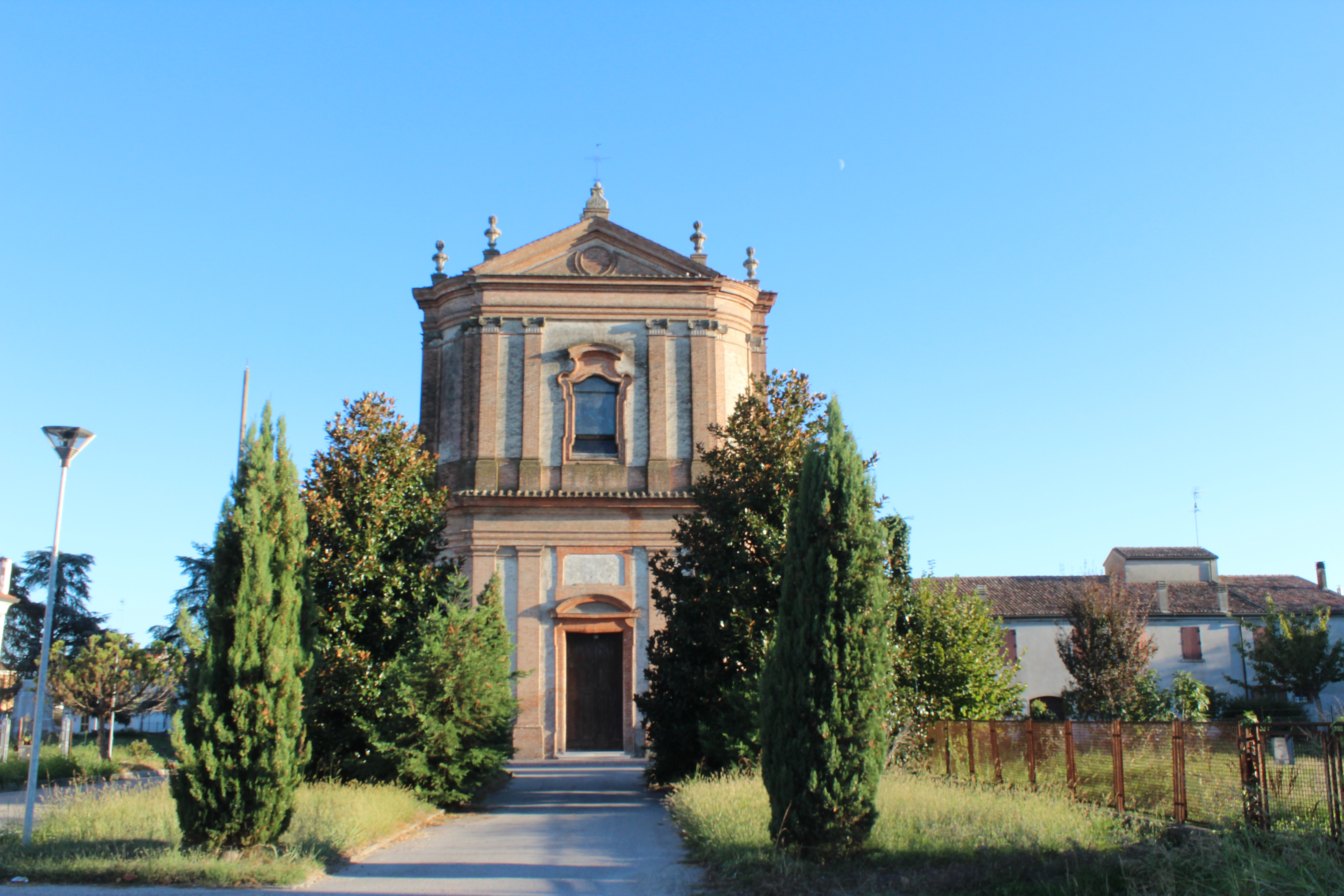
La chiesa dell'Assunzione

- La chiesa dell'AssunzioneChiesa dell'Assunzione della Beata Maria Vergine: una curiosità che segnala l'importanza rivestita dal fiume Po è che la chiesa non è rivolta verso il territorio, come è consueto, ma ha il suo ingresso proprio di fronte all'argine che si erge a poche decine di metri, dalla parte opposta rispetto alla strada principale.

## Economia
La vicinanza al fiume Po ne ha da sempre fortemente influenzato l'economia, anche a causa delle frequenti alluvioni. Quando la situazione divenne più controllata ebbe uno sviluppo agricolo importante; legato anche alla coltivazione del grano ed alla sua trasformazione in farina grazie ai mulini nella sua zona.

## Cultura
Il paese di Guarda Ferrarese è anche conosciuto per essere il luogo dove Riccardo Bacchelli ambientò Il mulino del Po, uno dei suoi romanzi più noti. Le vie e le piazzette del paese, ma anche alcune case e casolari della campagna circostante, sono segnalate da cartelli turistici che riportano il nome della località e, in corsivo, un verso del romanzo che cita quel luogo specifico.
Nel comune è presente anche il museo degli antichi mestieri.